# Giải Quả cầu vàng cho kịch bản hay nhất
Giải Quả cầu vàng cho kịch bản hay nhất là một giải Quả cầu vàng của Hiệp hội báo chí nước ngoài ở Hollywood trao hàng năm cho kịch bản phim được cho là hay nhất. Giải này được bắt đầu trao từ năm 1965.
Dưới đây là danh sách các phim và các người đoạt giải cùng các phim và các người được đề cử theo từng năm:

### Thập niên 1960
1965: Doctor Zhivago – Robert Bolt
- The Agony and the Ecstasy – Philip Dunne
- The Collector – John Kohn & Stanley Mann
- A Patch of Blue – Guy Green
- The Slender Thread – Stirling Silliphant

1966: A Man for All Seasons – Robert Bolt
- Alfie – Bill Naughton
- The Russians Are Coming, the Russians Are Coming – William Rose
- The Sand Pebbles – Robert Anderson
- Who's Afraid of Virginia Woolf? – Ernest Lehman

1967: In the Heat of the Night – Sterling Silliphant
- Bonnie and Clyde – Robert Benton & David Newman
- The Fox – Lewis John Carlino & Howard Koch
- The Graduate – Buck Henry & Calder Willingham
- Guess Who's Coming to Dinner – William Rose

1968: Charly – Stirling Silliphant
- The Fixer – Dalton Trumbo
- The Lion in Winter – James Goldman
- The Producers – Mel Brooks
- Rosemary's Baby – Roman Polanski

1969: Anne of the Thousand Days – Bridget Boland, John Hale & Richard Sokolove
- Butch Cassidy and the Sundance Kid – William Goldman
- If It's Tuesday, This Must Be Belgium – David Shaw
- John and Mary – John Mortimer
- Midnight Cowboy – Waldo Salt

### Thập niên 1970
- 1970: Chuyện tình - Erich Segal 
  - Five Easy Pieces - Carole Eastman & Bob Rafelson
  - Husbands - John Cassavetes
  - M*A*S*H - Ring Lardner, Jr.
  - Scrooge - Leslie Bricusse
- 1971: The Hospital - Paddy Chayefsky
  - The French Connection - Ernest Tidyman
  - Klute - Andy & David P. Lewis
  - Kotch - John Paxton
  - Mary, Queen of Scots - John Hale
- 1972: The Godfather - Francis Ford Coppola & Mario Puzo
  - Avanti! - I.A.L. Diamond & Billy Wilder
  - Cabaret - Jay Presson Allen
  - Deliverance - James Dickey
  - Frenzy - Anthony Shaffer
  - The Heartbreak Kid - Neil Simon
- 1973: The Exorcist - William Peter Blatty
  - Cinderella Liberty - Darryl Ponicsan
  - The Day of the Jackal - Kenneth Ross
  - The Sting - David S. Ward
  - A Touch of Class - Melvin Frank & Jack Rose
- 1974: Chinatown - Robert Towne
  - The Conversation - Francis Ford Coppola
  - The Godfather: Part II - Francis Ford Coppola & Mario Puzo
  - The Towering Inferno - Stirling Silliphant
  - A Woman Under the Influence - John Cassavetes
- 1975: One Flew Over the Cuckoo's Nest - Lawrence Hauben & Bo Goldman
  - Dog Day Afternoon - Frank Pierson
  - Jaws - Peter Benchley & Carl Gottlieb
  - Nashville - Joan Tewkesbury
  - The Sunshine Boys - Neil Simon
- 1976: Network - Paddy Chayefsky
  - All the President's Men - William Goldman
  - Marathon Man - William Goldman
  - Rocky - Sylvester Stallone
  - Taxi Driver - Paul Schrader
  - Voyage of the Damned - David Butler & Steve Shagan
- 1977: The Goodbye Girl - Neil Simon 
  - Annie Hall - Woody Allen và Marshall Brickman
  - Close Encounters of the Third Kind - Steven Spielberg
  - Julia - Alvin Sargent
  - The Turning Point - Arthur Laurents
- 1978: Midnight Express - Oliver Stone
  - Coming Home - Robert C. Jones & Waldo Salt
  - The Deer Hunter - Deric Washburn
  - Foul Play - Colin Higgins
  - Interiors - Woody Allen
  - An Unmarried Woman - Paul Mazursky
- 1979: Kramer vs. Kramer - Robert Benton
  - Being There - Jerzy Kosinski
  - Breaking Away - Steve Tesich
  - The China Syndrome - James Bridges, T.S. Cook & Mike Gray
  - Norma Rae - Harriet Frank, Jr. & Irving Ravetch

### Thập niên 1980
1980: The Ninth Configuration – William Peter Blatty 
- The Elephant Man – Eric Bergren & Christopher De Vore
- Ordinary People – Alvin Sargent
- Raging Bull – Mardik Martin & Paul Schrader
- The Stunt Man – Lawrence B. Marcus

1981: On Golden Pond – Ernest Thompson
- Absence of Malice – Kurt Luedtke
- The Four Seasons – Alan Alda
- The French Lieutenant's Woman – Harold Pinter
- Reds – Warren Beatty & Trevor Griffiths

1982: Gandhi – John Briley 
- E.T. the Extra-Terrestrial – Melissa Mathison
- Missing – Costa-Gavras & Donald Stewart
- Tootsie – Larry Gelbart và Murray Schisgal
- The Verdict – David Mamet

1983: Terms of Endearment – James L. Brooks
- The Big Chill – Barbara Benedek & Lawrence Kasdan
- The Dresser – Ronald Harwood
- Educating Rite – Willy Russell
- Reuben, Reuben – Julius J. Epstein

1984: Amadeus – Peter Shaffer
- The Killing Fields – Bruce Robinson
- A Passage to India – David Lean
- Places in the Heart – Robert Benton
- A Soldier's Story – Charles Fuller

1985: The Purple Rose of Cairo – Woody Allen
- Back to the Future – Bob Gale & Robert Zemeckis
- Out of Africa – Kurt Luedtke
- Prizzi's Honor – Richard Condon & Janet Roach
- Witness – William Kelley & Earl W. Wallace

1986: The Mission – Robert Bolt
- Blue Velvet – David Lynch
- Hannah and her Sisters – Woody Allen
- Mona Lisa – Neil Jordan & David Leland
- Platoon – Oliver Stone

1987: The Last Emperor – Bernardo Bertolucci, Mark Peploe & Enzo Ungari
- Broadcast News – James L. Brooks
- Hope and Glory – John Boorman
- House of Games – David Mamet
- Moonstruck – John Patrick Shanley

1988: Running on Empty – Naomi Foner
- Evil Angels – Robert Caswell & Fred Schepisi
- Mississippi Burning – Chris Gerolmo
- Rain Man – Ronald Bass & Barry Morrow
- Working Girl – Kevin Wade

1989: Born on the Fourth of July – Oliver Stone & Ron Kovic
- Dead Poets Society – Tom Schulman
- Do the Right Thing – Spike Lee
- Glory – Kevin Jarre
- sex, lies, and videotape – Steven Soderbergh
- When Harry Met Sally... – Nora Ephron

### Thập niên 1990
1990: Dances with Wolves – Michael Blake
- Avalon – Barry Levinson
- The Godfather: Part III – Francis Ford Coppola & Mario Puzo
- Goodfellas – Nicholas Pileggi & Martin Scorsese
- Reversal of Fortune – Nicholas Kazan

1991: Thelma & Louise – Callie Khouri
- Bugsy – James Toback
- Grand Canyon – Lawrence Kasdan & Meg Kasdan
- JFK – Zachary Sklar & Oliver Stone
- The Silence of the Lambs – Ted Tally

1992: Scent of a Woman – Bo Goldman
- A Few Good Men – Aaron Sorkin
- Howards End – Ruth Prawer Jhabvala
- The Player – Michael Tolkin
- Unforgiven – David Webb Peoples

1993: Schindler's List – Steven Zaillian
- Philadelphia – Ron Nyswaner
- The Piano – Jane Campion
- The Remains of the Day – Ruth Prawer Jhabvala
- Short Cuts – Robert Altman & Frank Barhydt

1994: Pulp Fiction – Quentin Tarantino
- Forrest Gump – Eric Roth
- Four Weddings and a Funeral – Richard Curtis
- Quiz Show – Paul Attanasio
- The Shawshank Redemption – Frank Darabont

1995: Sense and Sensibility – Emma Thompson
- The American President – Aaron Sorkin
- Braveheart – Randall Wallace
- Dead Man Walking – Tim Robbins
- Get Shorty – Scott Frank
- Mr. Holland's Opus – Patrick Sheane Duncan

1996: The People vs. Larry Flynt – Scott Alexander & Larry Karaszewski
- The English Patient – Anthony Minghella
- Fargo – Ethan & Joel Coen
- Lone Star – John Sayles
- Shine – Jan Sardi

1997: Good Will Hunting – Ben Affleck & Matt Damon
- As Good as It Gets – Mark Andrus & James L. Brooks
- L.A. Confidential – Curtis Hanson & Brian Helgeland
- Titanic – James Cameron
- Wag the Dog – Hilary Henkin & David Mamet

1998: Shakespeare in Love – Marc Norman & Tom Stoppard
- Bulworth – Warren Beatty & Jeremy Pikser
- Happiness – Todd Solondz
- Saving Private Ryan – Robert Rodat
- The Truman Show – Andrew Niccol

1999: American Beauty – Alan Ball
- Being John Malkovich – Charlie Kaufman
- The Cider House Rules – John Irving
- The Insider – Michael Mann &Eric Roth
- The Sixth Sense – M. Night Shyamalan

### Thập niên 2000
2000: Traffic – Stephen Gaghan
- Almost Famous – Cameron Crowe
- Quills – Doug Wright
- Wonder Boys – Steve Kloves
- You Can Count on Me – Kenneth Lonergan

2001: A Beautiful Mind – Akiva Goldsman
- Gosford Park – Julian Fellowes
- The Man Who Wasn't There – Ethan & Joel Coen
- Memento – Christopher Nolan
- Mulholland Dr. – David Lynch

2002: About Schmidt – Alexander Payne & Jim Taylor
- Adaptation. – Charlie & Donald Kaufman
- Chicago – Bill Condon
- Far from Heaven – Todd Haynes
- The Hours – David Hare

2003: Lost in Translation – Sofia Coppola
- Cold Mountain – Anthony Minghella
- In America – Jim, Kirsten & Naomi Sheridan
- Love Actually – Richard Curtis
- Mystic River – Brian Helgeland

2004: Sideways – Alexander Payne & Jim Taylor
- The Aviator – John Logan
- Closer – Patrick Marber
- Eternal Sunshine of the Spotless Mind – Charlie Kaufman
- Finding Neverland – David Magee

2005: Brokeback Mountain – Larry McMurtry & Diana Ossana
- Crash – Paul Haggis & Bobby Moresco
- Good Night, and Good Luck. – George Clooney & Grant Heslov
- Match Point – Woody Allen
- Munich – Tony Kushner & Eric Roth

2006: The Queen – Peter Morgan
- Babel – Guillermo Arriaga
- The Departed – William Monahan
- Little Children – Todd Field & Tom Perrotta
- Notes on a Scandal – Patrick Marber

2007: No Country for Old Men – Ethan & Joel Coen
- Atonement – Christopher Hampton
- Charlie Wilson's War – Aaron Sorkin
- The Diving Bell and the Butterfly (Le scaphandre et le papillon) – Ronald Harwood
- Juno – Diablo Cody

2008: Slumdog Millionaire – Simon Beaufoy
- The Curious Case of Benjamin Button – Eric Roth
- Doubt – John Patrick Shanley
- Frost/Nixon – Peter Morgan
- The Reader – David Hare

2009: Up in the Air – Jason Reitman và Sheldon Turner
- District 9 – Neill Blomkamp & Terri Tatchell
- The Hurt Locker – Mark Boal
- Inglourious Basterds – Quentin Tarantino
- It's Complicated – Nancy Meyers

### Thập niên 2010
| Năm  | Phim                     | Đề cử                                                                                  |
| ---- | ------------------------ | -------------------------------------------------------------------------------------- |
| 2010 | The Social Network       | Aaron Sorkin ‡                                                                         |
| 2010 | 127 Hours                | Simon Beaufoy và Danny Boyle                                                           |
| 2010 | Inception                | Christopher Nolan                                                                      |
| 2010 | The Kids Are All Right   | Stuart Blumberg và Lisa Cholodenko                                                     |
| 2010 | The King's Speech        | David Seidler †                                                                        |
| 2011 | Midnight in Paris        | Woody Allen †                                                                          |
| 2011 | The Artist               | Michel Hazanavicius                                                                    |
| 2011 | The Descendants          | Alexander Payne, Jim Rash và Nat Faxon ‡                                               |
| 2011 | The Ides of March        | George Clooney, Grant Heslov và Beau Willimon                                          |
| 2011 | Moneyball                | Steven Zaillian và Aaron Sorkin                                                        |
| 2012 | Django Unchained         | Quentin Tarantino †                                                                    |
| 2012 | Argo                     | Chris Terrio ‡                                                                         |
| 2012 | Lincoln                  | Tony Kushner                                                                           |
| 2012 | Silver Linings Playbook  | David O. Russell                                                                       |
| 2012 | Zero Dark Thirty         | Mark Boal                                                                              |
| 2013 | Her                      | Spike Jonze †                                                                          |
| 2013 | 12 Years a Slave         | John Ridley ‡                                                                          |
| 2013 | American Hustle          | Eric Warren Singer và David O. Russell                                                 |
| 2013 | Nebraska                 | Bob Nelson                                                                             |
| 2013 | Philomena                | Jeff Pope và Steve Coogan                                                              |
| 2014 | Birdman                  | Alejandro González Iñárritu, Nicolás Giacobone, Alexander Dinelaris, Jr. và Armando Bo |
| 2014 | Boyhood                  | Richard Linklater                                                                      |
| 2014 | Gone Girl                | Gillian Flynn                                                                          |
| 2014 | The Grand Budapest Hotel | Wes Anderson                                                                           |
| 2014 | The Imitation Game       | Graham Moore                                                                           |